# Osyris speciosa
Osyris speciosa är en sandelträdsväxtart som först beskrevs av Arthur William Hill, och fick sitt nu gällande namn av J.C. Manning & P. Goldblatt. Osyris speciosa ingår i släktet Osyris och familjen sandelträdsväxter. Inga underarter finns listade i Catalogue of Life.